# دهستان بافران
دهستان بافران یکی از دهستان‌های شهرستان نائین در استان اصفهان ایران است. این دهستان در بخش مرکزی شهرستان نائین قرار دارد و براساس سرشماری مرکز آمار ایران در سال ۱۳۹۰، جمعیت آن ۱۷۸۲ نفر (در ۶۵۲ خانوار) بوده‌است.